# Yoshihisa Maitani
Yoshihisa Maitani (jap. 米谷 美久, Maitani Yoshihisa; * 8. Januar 1933 in der Präfektur Kagawa; † 30. Juli 2009 in Hachiōji) war ein japanischer Fotokamera-Designer.
Maitani arbeitete vornehmlich für den Kamerahersteller Olympus. Zu seinen Entwicklungen gehörte unter anderem die PEN-Serie des Unternehmens. Im Alter von zehn Jahren baute er seine erste Kamera. Mit sechzehn Jahren besaß er bereits vier Patente. Nach dem Studium an der Waseda-Universität wechselte Maitani in die Abteilung Kamera-Entwicklung von Olympus. Knapp drei Jahre später kam die PEN-Kamera auf den Markt, von der insgesamt über 17 Millionen Exemplare verkauft wurden. 1972 schuf Yoshihisa Maitani das Olympus OM-Spiegelreflex-System (O = Olympus, M = Maitani). Die 1979 folgende Olympus XA war die erste Kamera, die mit dem höchsten japanischen Preis für Industriedesign ausgezeichnet wurde.
Die Karriere von Maitani verlief vom Kameraentwickler bis zum Geschäftsführer von Olympus. 1996 trat er in den Ruhestand, stand dem Unternehmen jedoch weiterhin als Berater zur Verfügung.
1980 erhielt er den Preis der Nihon Shashin Kyōkai (日本写真協会, engl. The Photographic Society of Japan). Die PMA nahm ihn 1994 in die Hall of Fame auf.
Yoshihisa Maitani war verheiratet mit Keiko Maitani (黙祷 敬子). Am 30. Juli 2009 starb er in einem Krankenhaus in Hachiōji an Ateminsuffizienz.